# Medcezir
Medcezir – turecki serial telewizyjny. Pierwszy odcinek został wyemitowany 13 września 2013 w telewizji Star TV. Jest to turecki remake serialu Życie na fali.

## Fabuła
Yaman, który mieszka na przedmieściach Stambułu, zawsze starał się zmienić swoje przeznaczenie, ciężko pracując, by zarobić na lepsze życie. W dniu urodzin jego brata Kenana oboje zostają aresztowani, ponieważ jego brat ukradł samochód ze stacji benzynowej. Tego wieczoru przeznaczenie Yamana odmieniło się, gdy poznał Selima Sereza, bogatego prawnika, który pomógł mu wyjść z więzienia. Selim postrzega Yamana jako obiecującego młodego człowieka i oferuje mu swoją pomoc. Kiedy mama Yamana wyrzuca go z domu, Yaman jest zmuszony skontaktować się z Selimem i przyjąć jego pomoc. Udaje się do domu Selima w Altınkoy, ekskluzywnej dzielnicy w Stambule, i otrzymuje ofertę pracy jako ogrodnik, a także miejsce do zamieszkania przy basenie. Nawet jeśli Yaman zdaje sobie sprawę, że w życiu cuda się nie zdarzają, nie ma innego wyjścia. Niosąc na ramionach ciężar przeszłości, wśród ludzi, których nie zna, staje przed wyzwaniem trudniejszego życia niż to, które wiódł wcześniej. W Altınkoy poznaje Merta, syna Selima, z którym zaprzyjaźnia się niemal natychmiast. Poznaje także Mirę, młodą, piękną, bogatą dziewczynę, która mieszka obok i w której się zakochuje.

## Obsada
- Çağatay Ulusoy jako Yaman Koper
- Serenay Sarıkaya jako Mira Beylice
- Barış Falay jako Selim Serez
- Mine Tugay jako Ender Serez
- Hazar Ergüçlü jako Eylül Buluter
- Taner Ölmez jako Mert Serez